# Psaliodes olivaria
Psaliodes olivaria là một loài bướm đêm trong họ Geometridae.